# Delirion
Delirion est un groupe de power metal espagnol, originaire d'Alicante, Valence. Le groupe s'inspire notamment de Sonata Arctica, Helloween, Edguy, Stratovarius, Rhapsody et Kamelot.

## Biographie
C'est en septembre 2003 en Alicante que Maider (batterie) et Rafa (basse) s'unissent pour former le groupe, initialement appelé Soulburn. En octobre; le groupe recrute dans ses rangs Ana de Miguel aux claviers, et Sergio à la guitare, mais manque ) cette période de chanteur. En juin 2004, le groupe se rebaptise Delirion et enregistre une première démo-chanson intitulée Anger.
En novembre, le groupe recrute Toni qui devient le nouveau chanteur de Delirion. Il est cependant vite remplacé par Rubén Picazo en 2005 avec qui le groupe enregistre entre février et avril 2005 une démo intitulée Demo 2005. En mai 2005, le groupe joue quelques concerts dans la province de Valence. En août 2005, Maider quitte le groupe et est remplacé par Roman Planelles. En mai 2006, Rubén Picazo décide aussi de quitter le groupe. Avec l'arrivée du nouveau chanteur Christopher Ripoll, le groupe part à Valence avec Fernando Asensi pour enregistrer leur premier album studio, Silent Symphony, aux Estudios Inmortal qui fait participer des groupes comme Dragonfly, Zarpa, et Opera Magna. L'album, qui devait être publié pour 2007, l'est finalement en 2009.
En 2010, le groupe publie son deuxième album studio, intitulé Lotus, publié au label Spiritual Beast. En février 2015, cinq après la sortie de l'album, le groupe publie le clip officiel du single-titre. En 2016, le groupe publie un EP autoproduit intitulé Tainted Songs,.

## Membres

### Membres actuels
- Sergio Sáez - guitare (depuis 2004)[2]
- Ana de Miguel - claviers (depuis 2004)[2]
- Christopher Ripoll - chant (depuis 2006)[2]
- Germán Carbonell - batterie (depuis 2008)[2]
- Paco M. Castillo - basse (depuis 2012)[2]

### Anciens membres
- Rafa Carmona - basse (2004-2012)[2]
- Maiden - batterie (2004-2005)[2]
- Toni - chant solo (2004)[2]
- Román Planelles - batterie (2005-2008)[2]
- Rubén Picazo - chant (2005-2006)[2]

## Discographie
- 2005 : Demo 2005 (démo)
- 2006 : Promo 2006 (démo)
- 2009 : Silent Symphony
- 2010 : Lotus
- 2016 : Tainted Songs (EP)